# Henosepilachna vigintioctopunctata
Карто́фельная коро́вка (лат. Henosepilachna vigintioctopunctata) — вид божьих коровок.
Питается листвой картофеля и других паслёновых культур. Ранее он назывался Epilachna vigintioctopunctata и представляет собой скрытый комплекс видов. Его очень часто путают с близкородственным видом Henosepilachna vigintioctomaculata, который встречается в России, Китае, Японии и Корее, и ему дается одно и то же название.
Этот вид является родным для Юго-Восточной Азии, в первую очередь для Индии, но был случайно интродуцирован в другие части мира, включая Австралию и Новую Зеландию. Он также был зарегистрирован в Бразилии и Аргентине, начиная с 1996 года.
Этот вид наносит ущерб сельскохозяйственным культурам прежде всего в семействе паслёновых, особенно картофелю; другие культуры включают тыкву, репу, редьку, бобы и шпинат.